# NGC 3255
NGC 3255 est un amas ouvert,, situé dans la constellation de la Carène. Il a été découvert par l'astronome britannique John Herschel en 1835.
Selon la classification des amas ouverts de Robert Trumpler, cet amas renferme entre 50 et 100 étoiles (lettre m) dont la concentration est forte (I) et dont les magnitudes se répartissent sur un grand intervalle (le chiffre 3). Toutefois, le catalogue Lynga est d'avis que NGC 3255 renferme entre 50 et 100 étoiles et il ajoute :b pour indiquer un double amas. Ce même catalogue indique aussi que l'amas renferme 30 membres. Cette contradiction entre la classification et le nombre de membres n'est pas rare dans le catalogue Lynga.

## Observation
Avec une magnitude visuelle de 11, on peut observer l'amas avec un télescope dont l'ouverture est d'au moins 150 mm.

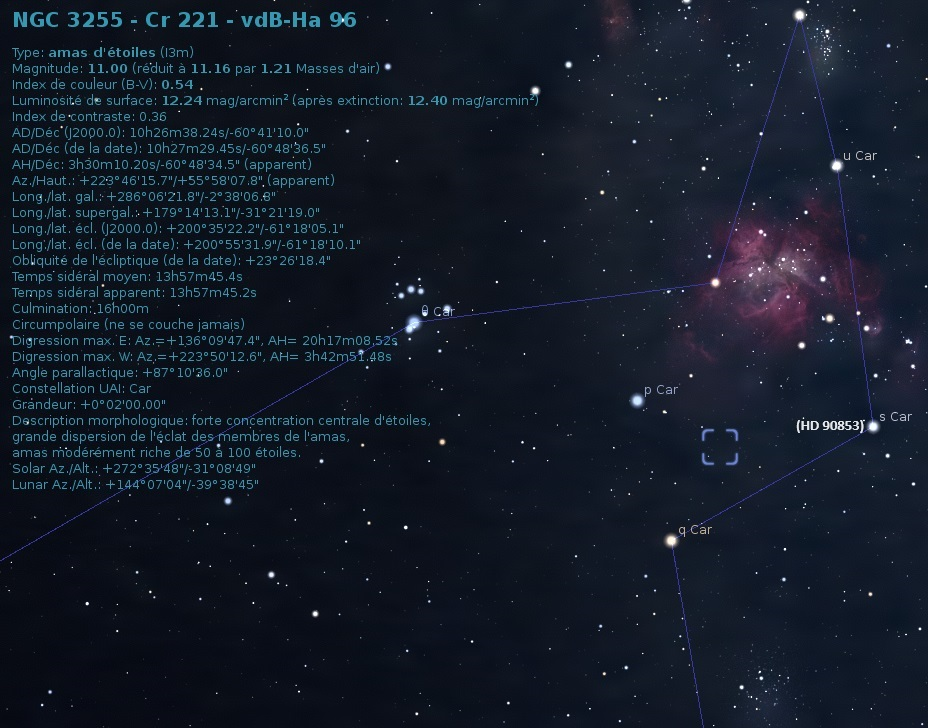
Localisation de NGC 3255 dans la constellation de Scorpion. (Stellarium)

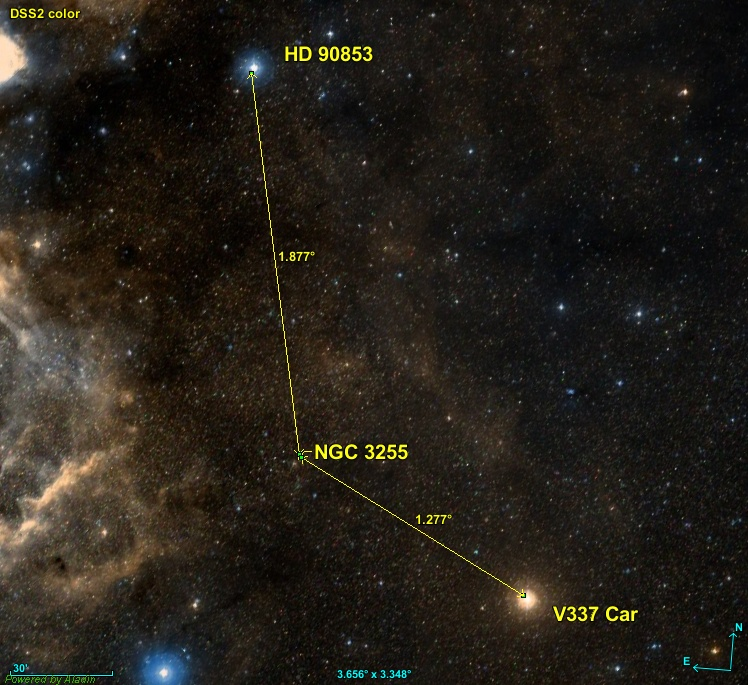
Position de NGC 3255 par rapport à deux étoiles.

NGC 3255 est situé à environ 1,9 degré au sud-est de S Carinae, une étoile dont la magnitude apparente est de 3,810, et à 1,3 degré au nord-est de V337 Car, une étoile variable dont la magnitude varie entre 3,17 et 3,44.

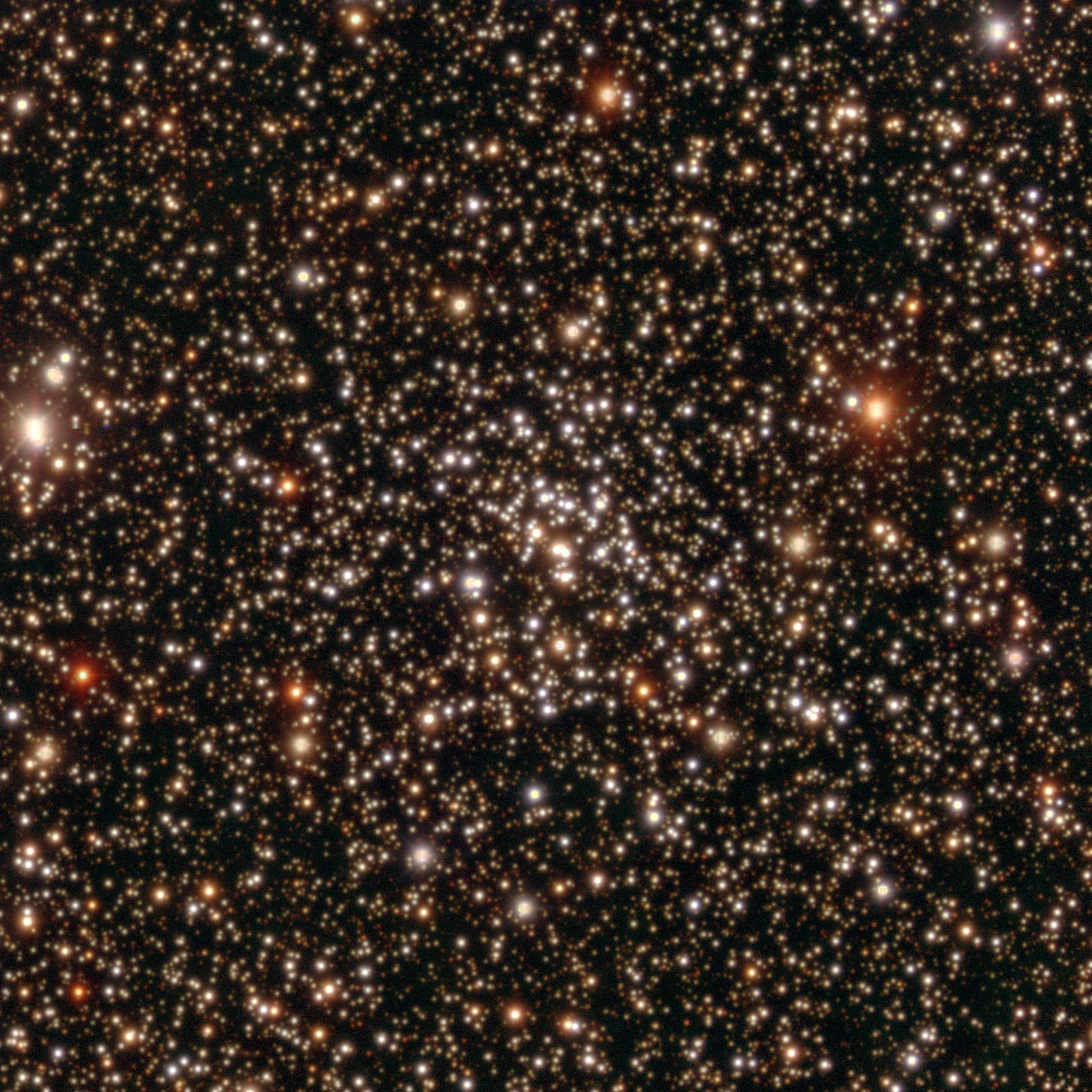
Crédit : DECaPS / Legacy Surveys / D. Lang (Perimeter Institute), NERSC

## Caractéristiques

### Distance
La parallaxe moyenne des étoiles de l'amas a été obtenue des mesures effectuées par le satellite Gaia. Cinq valeurs différentes publiées dans de récents articles (2018 à 2021) sont indiquées sur la base de données Simbad : 0,143 ± 0,032 0 mas, 0,116 ± 0,057 mas, 0,120 ± 0,005 5 mas, 0,120 ± 0,005 mas et 0,120 ± 0,005 5 mas. La moyenne de ces valeurs et de leur incertitude est égale à 0,123 8 ± 0,040 8, ce qui correspond à une distance de 8 078 +3971
-2002 pc. Comme c'est presque toujours le cas, la précision de la distance des amas éloignés est mauvaise.

### Taille
Selon les sources, la dimension apparente de 3255 est comprise entre 2' et 4,8'. Grâce à un calcul simple, on peut trouver la taille réelle de l'amas. En utilisant la plus grande taille apparente et la plus grande distance, on obtient la taille réelle maximale soit 54,87 al. De même, en utilisant la plus petite taille apparente et la plus petite distance, on obtient la plus petite taille réelle, soit 11,53 al. De ces deux valeurs, on déduit que la taille de l'amas est égale à 33,2 ± 21,7 al. Évidemment la précision de cette valeur est mauvaise en raison des grandes incertitudes de la distance et de la dimension apparente.

### Vitesse
Simbad indique deux valeurs identiques de la vitesse, soit 22,03 ± 2,41 km/s,.

### Mouvement propre
Simbad indique six couples de valeurs pour le mouvement propre de l'amas, dont cinq provenant d'articles publiés entre 2018 et 2021 qui sont très semblables. L'autre provenant d'un article publié en 2014 est totalement différent et très imprécis. Les valeurs de ces cinq couples en ascension droite et en déclinaison sont :
- −5,886 ± 0,046 mas/an et 3,328 ± 0,036 mas/an[16]
- −5,905 ± 0,105 mas/an et 3,314 ± 0,101 mas/an[9]
- −5,913 ± 0,095 mas/an et 3,322 ± 0,085 mas/an[17]
- −5,913 ± 0,010 mas/an et 3,322 ± 0,010 mas/an[10]
- −5,913 ± 0,095 mas/an et 3,322 ± 0,085 mas/an[13]

La moyenne du mouvement propre et de l'incertitude obtenue de ces cinq couples en ascension droite et en déclinaison est égale à −5,906 ± 0,041 mas/an et 3,222 ± 0,063 mas/an.
Le sixième couple est égal à 
- −3,03 ± 4,98 mas/an et 0,52 ± 4,37 mas/an[18]

### Métallicité
Simbad indique une seule valeur de la métallicité, soit 0,007. Selon cette valeur, le pourcentage d'éléments lourds (plus lourds que l'hydrogène et l'hélium) de cet amas est de 102% (100,007) de celui du Soleil.

### Âge
La base de données WEBDA et le catalogue Lynga suggèrent un âge donné par log10 = 8,30,, soit 108,30 = 200 Ma.

## Étoiles
Simbad montre aussi un bouton nommé Children. En cliquant sur ce bouton, on atteint une section de cette base de données qui renferme un tableau contenant 276 entrées, dont 136 Children, pour NGC 3255. Cependant, des étoiles (les Children) peuvent apparaître plusieurs fois dans la deuxième colonne du tableau, d'où le nombre de liens bibliographiques qui est supérieur au nombre d'étoiles. La quatrième colonne de ce tableau indique la probabilité que l'étoile appartienne à l'amas. En cliquant sur le titre de cette colonne, on peut classer la probabilité par ordre croissant ou décroissant. En cliquant sur la désignation de l'étoile, on atteint la page de Simbad qui résume ses propriétés. Simbad indique sur cette page 64 étoiles dont la probabilité d'appartenir à l'amas est supérieure ou égale à 90%. Cependant, la magnitude apparente ainsi que le type spectral de presque toutes les étoiles sont inconnus. Seules deux étoiles présentent une caractéristique qui les distingue des autres. Le tableau suivant résume les caractéristiques de ces deux étoiles.
| Nom                          | α                | δ                 | P (mas)         | d (pc)            | μα* (mas/an) | μδ* (mas/an) | Prob   | Rem     |
| ---------------------------- | ---------------- | ----------------- | --------------- | ----------------- | ------------ | ------------ | ------ | ------- |
| Gaia DR2 5254743060503999104 | 10h 26m 29,2585s | -60° 40′ 53,8497″ | 0,1583 ± 0,0198 | 6317 +903 -702    | -5,899       | +3,356       | 100(3) | Var pul |
| Gaia DR2 5254744469208191360 | 10h 26m 36,2194s | -60° 40′ 48,3940″ | 0,0806 ± 0,0167 | 12407 +3243 -2129 | -5,860       | +3,324       | 100(3) | Bin ecl |

- Var pul = variable pulsante
- Bin ecl = Binaire à éclipses

### Distance
La compilation des parallaxes et du mouvement propre de chacune des 64 étoiles permet d'obtenir une distance moyenne et le mouvement propre moyen de l'amas. La parallaxe moyenne des étoiles est égale à 0,144 5 ± 0,027 1 mas, ce qui correspond à une distance de 6 919+1 594
−1 091 pc (∼22 600 al). On peut cependant calculer la distance à partir des parallaxes de deux autres façons. Premièrement, on peut calculer la moyenne et l'écart type des distances des 64 étoiles. La valeur obtenue est égale à 7 514 ± 2 459 pc (∼24 500 al). On peut aussi utiliser la moyenne des distances ainsi que les écarts positifs et négatifs obtenus pour chaque étoile à partir de leur parallaxe. Cette dernière méthode donne une valeur de 7 514+2 946
−1 360 pc. Peu importe la méthode, on remarquera que la valeur obtenue est du même ordre de grandeur que celle obtenue par le calcul des parallaxes indiqués par Simbad et aussi que  l'incertitude de la distance est très élevée.

### Mouvement propre
La moyenne et l'écart type du mouvement propre des 64 étoiles en ascension droite et en déclinaison sont respectivement égaux à −5,895 ± 0,095 mas/an et 3,317 ± 0,071 mas/an. Ces deux valeurs sont à peu près égales aux valeurs rapportées par Simbad.